# Doydirhynchus austriacus

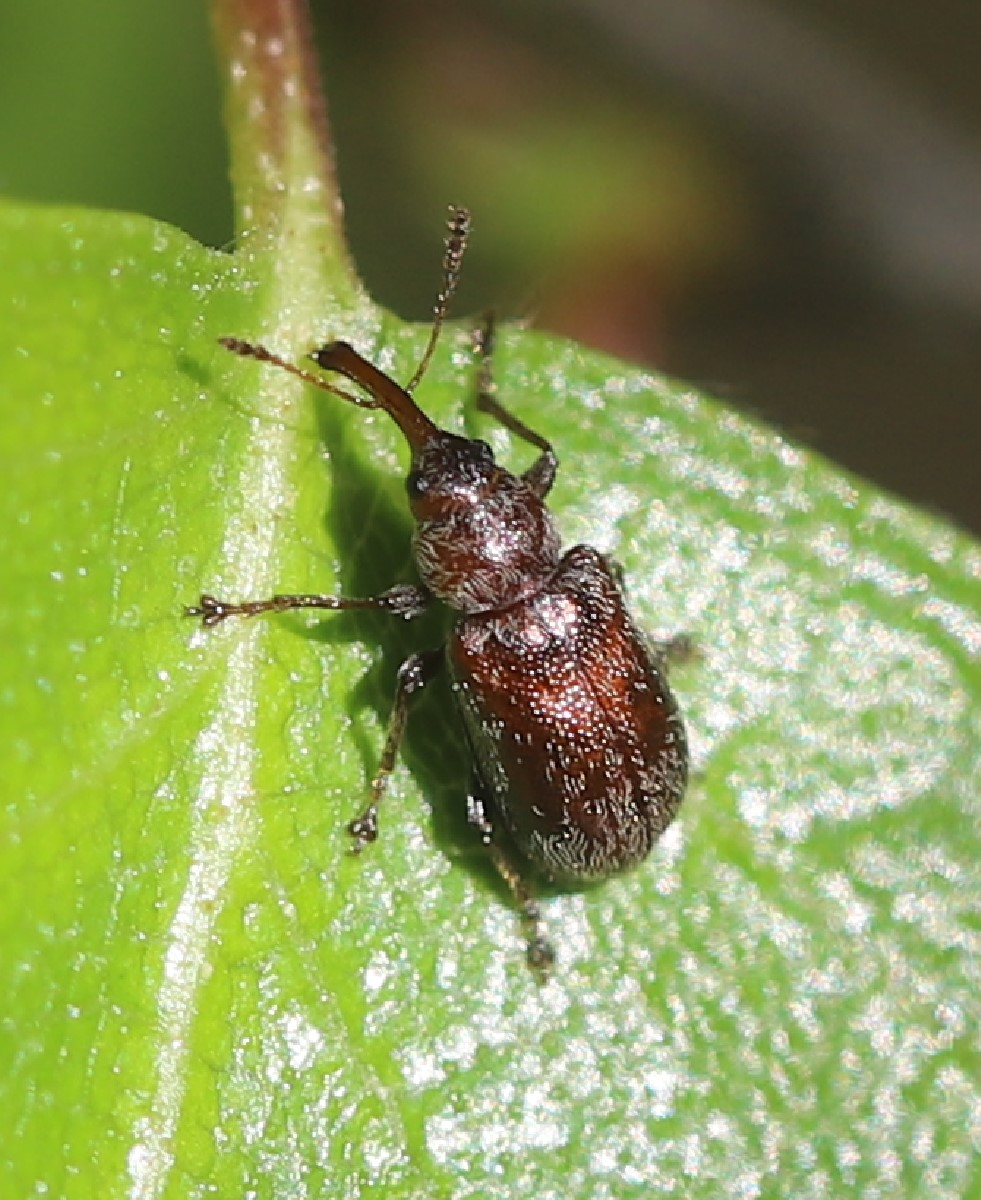
Käfer im April auf Birkenblatt in der Nähe von Kiefern in der Schwetzinger Hardt

Doydirhynchus austriacus ist eine Rüsselkäferart aus der Familie Nemonychidae und der Überfamilie Curculionoidea.

## Merkmale
Der Käfer ist 3,3 bis 4,7 Millimeter lang. Er ist farblich sehr variabel, von hell rotbraun bis schwarz gefärbt, oft die Unterseite dunkler als die Oberseite. Auch bei dunkel gefärbten Exemplaren ist aber zumindest die Geißel der Antennen braun. Der Körper ist langgestreckt mit parallelseitigen Flügeldecken und deutlich schmälerem Halsschild, der aber breiter als lang (quer) ist. Die gesamte Körperoberfläche ist ziemlich dicht mit anliegenden, weißen Haaren bedeckt, durch die aber die Grundfarbe deutlich erkennbar bleibt. Die ganze Körperoberfläche ist etwas glänzend und grob punktiert, wobei der Halsschild schwächer punktiert ist als die Flügeldecken. Der Kopf trägt halbkugelig vorstehende Augen und einen ziemlich langen, runden Rüssel, der länger ist als der Halsschild und sowohl an der Basis wie zur Spitze hin etwas erweitert. Die langen und dünnen Antennen sind beim Männchen kurz vor der Rüsselmitte, beim Weibchen im basalen Drittel eingelenkt.

## Lebensweise
Die Art ist an Kiefern (Gattung Pinus) gebunden. Nach den meisten Angaben ist sie monophag an der Waldkiefer (Pinus sylvestris), selten werden aber auch Aleppo-Kiefer, See-Kiefer und Aufrechte Bergkiefer als Wirtspflanze genannt. Möglicherweise besteht eine besondere Bindung an wärmebegünstigte Standorte und einzeln oder am Waldrand stehende Bäume, dies wird aber auch bestritten bzw. als Artefakt erklärt (leichtere Zugänglichkeit für Sammler). Die Larve entwickelt sich in den Strobili, den männlichen, zapfenartigen "Blütenkätzchen" der Kiefer und ernährt sich ausschließlich von den Pollenkörnern. Die Entwicklungszeit entspricht der Blütezeit der Kiefer und ist entsprechend kurz. Die ausgewachsenen Larven lassen sich zu Boden fallen, wo sie sich verpuppen. Die adulten Käfer sind von April bis Juni zu beobachten.

## Verbreitung
Die Art ist weit verbreitet, gilt aber meist als selten. Sie lebt in ganz Europa, nördlich bis Südskandinavien, außerdem in Nordafrika nördlich der Sahara und in Kleinasien. Sie kommt in Deutschland überall vor, soll aber in Südwestdeutschland häufiger sein. In Baden-Württemberg gilt sie als mäßig häufig, mit Verbreitungsschwerpunkt in der Rheinebene. In Teilen Norddeutschlands ist sie selten, so gilt sie in Sachsen-Anhalt als vom Aussterben bedroht.

## Gefährdung
Die Art gilt in Deutschland als ungefährdet.